# Mihara (Osaka)
Pour les articles homonymes, voir Mihara (homonymie).
Mihara (美原町, Mihara-chō) est un ancien bourg de la préfecture d'Osaka, ayant existé jusqu'au 1er février 2005, date de son intégration dans la ville de Sakai. Le 1er avril 2006, Mihara devient officiellement l'arrondissement de Mihara (美原区, Mihara-ku) après la promotion de la ville de Sakai en ville désignée. Il faisait partie du district de Minamikawachi.
Mihara est la seule municipalité à avoir été supprimée dans la préfecture d'Osaka durant les grandes fusions municipales de l'ère Heisei. La dernière suppression avait lieu en 1972 après la fusion des bourgs de Nankai (ja) et Higashitottori (ja) pour former le bourg de Hannan. 

## Géographie

### Topographie et hydrographie
La région de Mihara est plate et est située dans l'extrémité est de la plaine d'Osaka, à l'exception de zones vallonnées du sud.

### Villes limitrophes

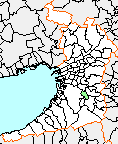
Localisation de Mihara dans la préfecture d'Osaka (tracés territoriaux du 1er février 2005).

Entités territoriales limitrophes à la date de la fusion du 1er février 2005. À sa fondation en 1956, Mihara est entouré de l'ouest vers l'est du bourg de Hikishō (ja) (日置荘町), des villages de Minamiyashimo (ja) (南八下村) et Kitayashimo (ja) (北八下村), de la ville de Matsubara (松原市), du bourg de Minamiōsaka (南大阪町), de la ville de Tondabayashi (富田林市), du bourg de Sayama (狭山町), et du bourg de Tomioka (ja) (登美丘町), tous du district de Minamikawachi à part les villes, qui sont hors district. Le 15 octobre 1957, Kitayashimo est absorbé par Matsubara et la ville de Sakai. Après l'absorption de Minamiyashimo par Mihara et Sakai, Sakai occupe alors la moitié des frontières ouest de Mihara. Le 20 octobre 1958, Hikishō est absorbé par Sakai. Le 15 janvier 1958, Minamiōsaka change de nom et est promu pour devenir la ville de Habikino (羽曳野市). Le 1er avril 1962, Tomioka est absorbé par la ville de Sakai à son tour. Le 1er octobre 1987, Sayama change de nom et est promu pour devenir la ville d'Ōsakasayama (大阪狭山市). Le 1er avril 1996, Sakai devient une ville noyau. 

## Histoire
Le bourg de Mihara est formé le 30 septembre 1956 par la fusion des villages de Hirao (ja) (平尾村), Kuroyama (ja) (黒山村) et Tannan (ja) (丹南村). Le 1er avril 1957, l'ōaza (ja) (section de village) de Tajii (多治井) est intégré du bourg de Minamiōsaka à celui de Mihara. Le même jour, l'ōaza Tannan (丹南) de Mihara passe dans la ville de Matsubara. Le 1er juillet 1958, Mihara absorbe une moitié du village de Minamiyashimo, tandis que l'autre partie est absorbée par Sakai. Le 10 mars 1960, l'emblème local est adopté. Le 6 janvier 2003, le comité de planification sur la fusion avec Sakai est créée et des ententes pour l'absorption sont entérinées. Le 1er février 2005, Mihara est officiellement intégré à la ville de Sakai et en devient un quartier.
L'industrie locale au moment de la fusion était centrée fortement sur l'industrie du bois et la production industrielle. 

## Administration

### Services municipaux

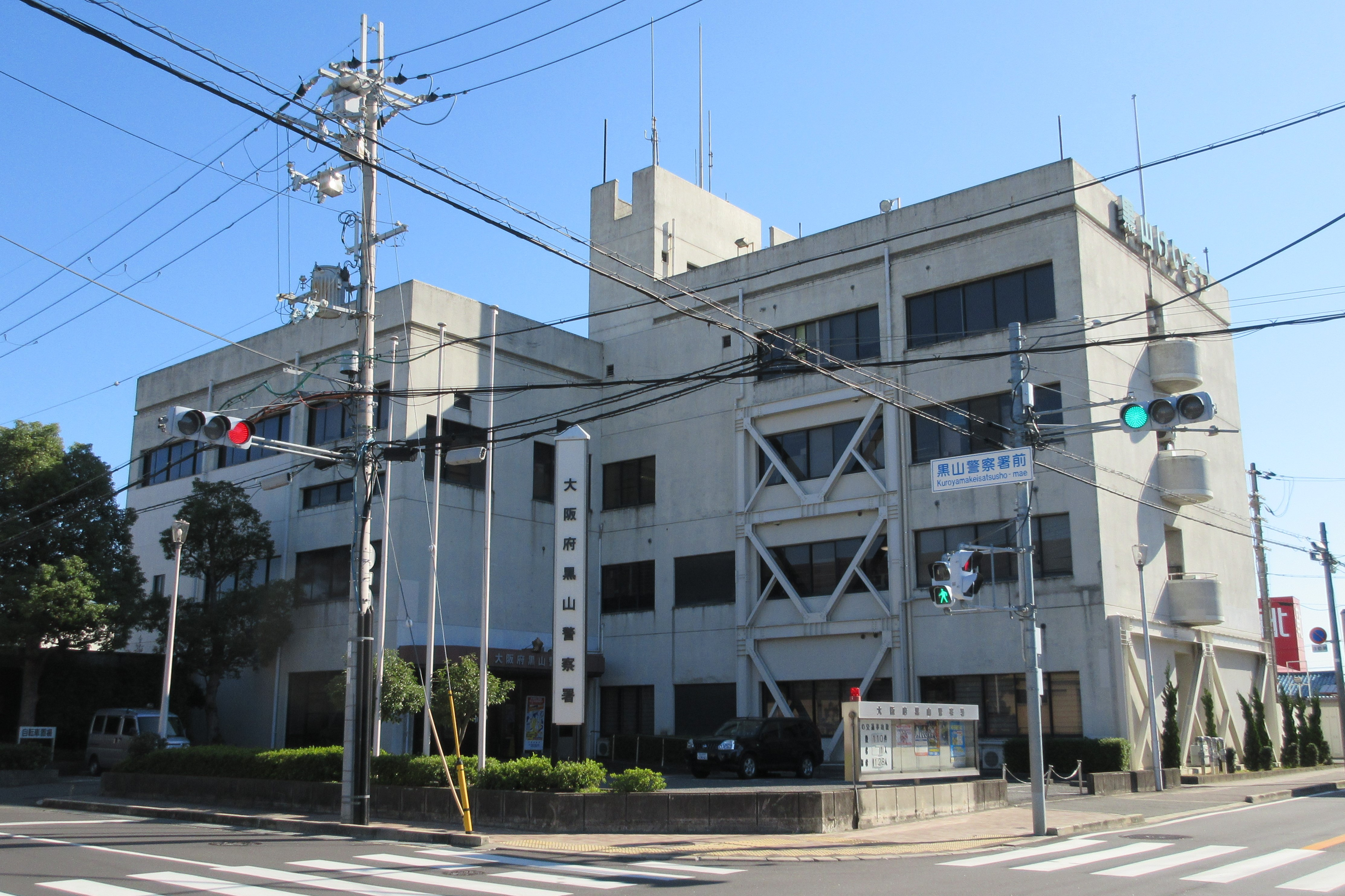
Comissariat de Kuroyama.

Mihara disposait de son propre service de pompiers jusqu'à son absorption. On y trouvait aussi le commissariat de Kuroyama (ja), qui desservait aussi Ōsakasayama et une partie de Sakai.

### Maires
- Yoshio Nagata (永田 善雄)
- Heitarō Kida (喜田 平太郎)
- Yoshio Nagata (永田 善雄) - deuxième et troisième mandats
- Sakuji Yamamoto (山本 作次)
- Iwao Yamamoto (山本 巌) - 5 mandats
- Hiroshi Takoka (高岡 寛) - 3 mandats

À noter, Keisuke Kihara (en) et Osami Takayama (ja), tous deux anciens maires de Sakai, ont déjà été maires adjoints de Mihara.

## Éducation
On trouvait à Mihara deux lycées, trois collèges et six écoles primaires. S'y trouvait aussi l'université Taisei Gakuin (en), qui occupe les locaux de l'ancien collège d'Osaka (ja). L'ancien collège d'Agriculture de l'université de la préfecture d'Osaka (ja) y était ouvert jusqu'en 1964.

## Culture et patrimoine
- Kofun de Kurohimeyama

## Transports
La municipalité n'est pas desservie par les lignes ferroviaires, mais est proche des gares de Hagiharatenjin (en) (Sakai, arrondissement de Higashi), Kitanoda (en) (Sakai, arrondissement de Higashi) et de Sayama (en) (Ōsakasayama). Les services de bus de Kintetsu Bus (ja) et Nankai Wing Bus Kanaoka (ja) y opèrent. 
La route nationale 309 (en) traverse Mihara.